# Polyorthini
A Polyorthini a sodrómolyfélék Chlidanotinae alcsaládjának egyik nemzetsége.

## Származásuk, elterjedésük
A nemzetség 24 nemébe 2013-ban mintegy 150 fajt soroltak, ez a sodrómolyfélék (Tortricidae) fajainak kevesebb mint 1 %-a. Mivel a fajok elsöprő többsége neotropikus vagy ausztrálázsiai, bizonyosra vehető, hogy számos faj még leíratlan. Európában két nem (Isotrias 7 fajjal, Olindia 1 fajjal) található meg.

## Megjelenésük, felépítésük
Male genitalia are characterized by large, rather membranous valvae with a deep longitundinal invagination within which a large hairpencil from the eighth segment is contained, and a finely bristled or spined anellus. Males lack a forewing costal fold, but in both sexes rows or tufts of raised scales are present (similar to those found in many Tortricini). In several genera the labial palpi are exceedingly long and porrect.  The monophyly of the tribe is strongly supported by the unique features of the male genitalia mentioned above, and with the exception of the brightly colored species of Pseudatteria, most Polyorthini have an Acleris-like forewing pattern (EOL)

## Rendszertani felosztásuk
- Apura
- Ardeutica
- Biclonuncaria
- Chlorortha
- Clonuncaria
- Cnephasitis
- Ebodina
- Epelebodina
- Histura
- Histurodes
- Isotrias
- Lopharcha
- Lophoprora
- Lypothora
- Olindia
- Polylopha
- Polyortha
- Polyvena
- Pseudatteria
- Pseuduncifera
- Scytalognatha
- Sociosa
- Thaumatotoptila
- Xeneboda

## Magyarországi fajok
Magyarországon a nemzetségnek három faja él:
- Olindia (Guenée, 1845)
  - fehérsávos sodrómoly (Olindia schumacherana Fabricius, 1787) — Magyarországon szórványos (Pastorális, 2011);
- Isotrias (Meyrick, 1895)
  - cifra sodrómoly (Isotrias hybridana Hb., 1817)— Magyarországon közönséges (Buschmann, 2004; Pastorális, 2011; Pastorális & Szeőke, 2011);
  - törtsávú sodrómoly (Isotrias rectifasciana Haworth, 1811) — Magyarországon szórványos (Pastorális, 2011);